# Phlyctenosis danielae
Phlyctenosis danielae là một loài bọ cánh cứng trong họ Cerambycidae.